# Leptarctia albinucha
Leptarctia albinucha là một loài bướm đêm thuộc phân họ Arctiinae, họ Erebidae.